# Ачаирский район
Ачаи́рский район — административно-территориальная единица в составе Сибирского края РСФСР СССР, существовавшая в 1925—1929 годах.
Районный центр — село Ачаир.

## История
Район образован Постановлением ВЦИК от 25 мая 1925 года из Ачаирской укрупнённой волости Омского уезда Омской губернии. Район вошёл в состав Омского округа Сибирского края.
В декабре 1925 года из Ачаирского сельского совета был выделен Евтушинский. Из Великорусского сельского совета выделен Семёновский. Из территории Изылбашского и Соляного сельских советов был выделен Первомайский.
В 1925 году в районе насчитывалось 117 населённых пунктов, 16 сельских советов, 3879 хозяйств.
На 1926 год в районе насчитывалось 3934 хозяйств, 15 сельских советов, населённых пунктов 117.
В 1929 году район был упразднён. Территория вошла в Омский, Калачинский, Черлакский районы.

## Административно-территориальное деление
- Ачаирский сельский совет (село Ачаир);
- Беловский сельский совет (село Беловское);
- Великорусский сельский совет (село Великорусское);
- Евтушинский сельский совет (хутор Евтушинский);
- Елизаветинский сельский совет (посёлок Елизаветинский);
- Изылбашский сельский совет (село Изылбаш);
- Ильинский сельский совет (посёлок Ильинка);
- Ново-Атамановский сельский совет (город Ленинск-Омский);
- Новостаничный сельский совет (село Новая Станица);
- Первомайский сельский совет (хутор Первое Мая);
- Покровско-Иртышский сельский совет (село Покровско-Иртышское);
- Семёновский сельский совет (посёлок Семёновский);
- Соляной сельский совет (село Соляное);
- Усть-Заостровский сельский совет (село Усть-Заостровское);
- Черёмуховский сельский совет (село Черёмуховское).

## Население
В 1925 году по похозяйственным книгам в районе насчитывалось 19102 человека.
По переписи населения 1926 года в районе проживало 19494 человека в сельской местности (9713 м — 9781 ж). Крупные национальности: русские, немцы, украинцы, латыши, эстонцы, евреи, киргизы, мордва.
Крупнейшие населённые пункты:
- село Ачаир — 2041 чел.;
- село Покровско-Иртышское — 1865 чел.;
- село Соляное — 1252 чел.;
- посёлок Ильинка — 1146 чел.;
- село Усть-Заостровское — 1076 чел.;
- село Изылбаш — 1001 чел.;
- село Великорусское — 993 чел.;
- село Новая Станица — 976 чел.;
- посёлок Елизаветинский — 932 чел.;
- село Черёмуховское — 892 чел.